# جوزيبي رينا
جوزيبي رينا (بالألمانية: Giuseppe Reina)‏ (15 أبريل 1972 في ألمانيا - ) هو لاعب كرة قدم ألماني في مركز الهجوم. شارك مع Germany national football Α2 team ‏. أما مع النوادي، فقد لعب مع أرمينيا بيليفيلد وبوروسيا دورتموند وفاتنشايد 09 ونادي هرتا برلين وSportfreunde Siegen ‏.

## وصلات خارجية
- جوزيبي رينا على موقع قاعدة بيانات كرة القدم.إي يو (الإنجليزية)
- جوزيبي رينا على موقع بيانات كرة القدم. دي إي (الألمانية)
- جوزيبي رينا على موقع عالم كرة القدم.نت (الإنجليزية)